# Ștefan cel Mare (Olt)
Ștefan cel Mare es una comuna ubicada en el distrito de Olt, Rumania.

## Superficie
Posee una superficie de 26,58 kilómetros cuadrados.

## Demografía
Hasta 2021 la población era de 1499 habitantes, con una densidad de población de 56,40 habitantes por kilómetro cuadrado.